# Iremel
Az Iremel (baskírul Ирәмәл [Iremel], oroszul Иремель [Iremel]) hegygerinc a Déli-Urál-hegységben, Oroszországban, Baskíria területén. Két nagy csúcsa a Bolsoj Iremel (1582 m) és a Malij Iremel (kb. 1400 m). Itt ered a Belaja és a Jurjuzany folyó.
A Déli-Urál népszerű turistacélpontja, fejlett turizmussal (síelés, lovagolás, túrázás, vízi túrák).

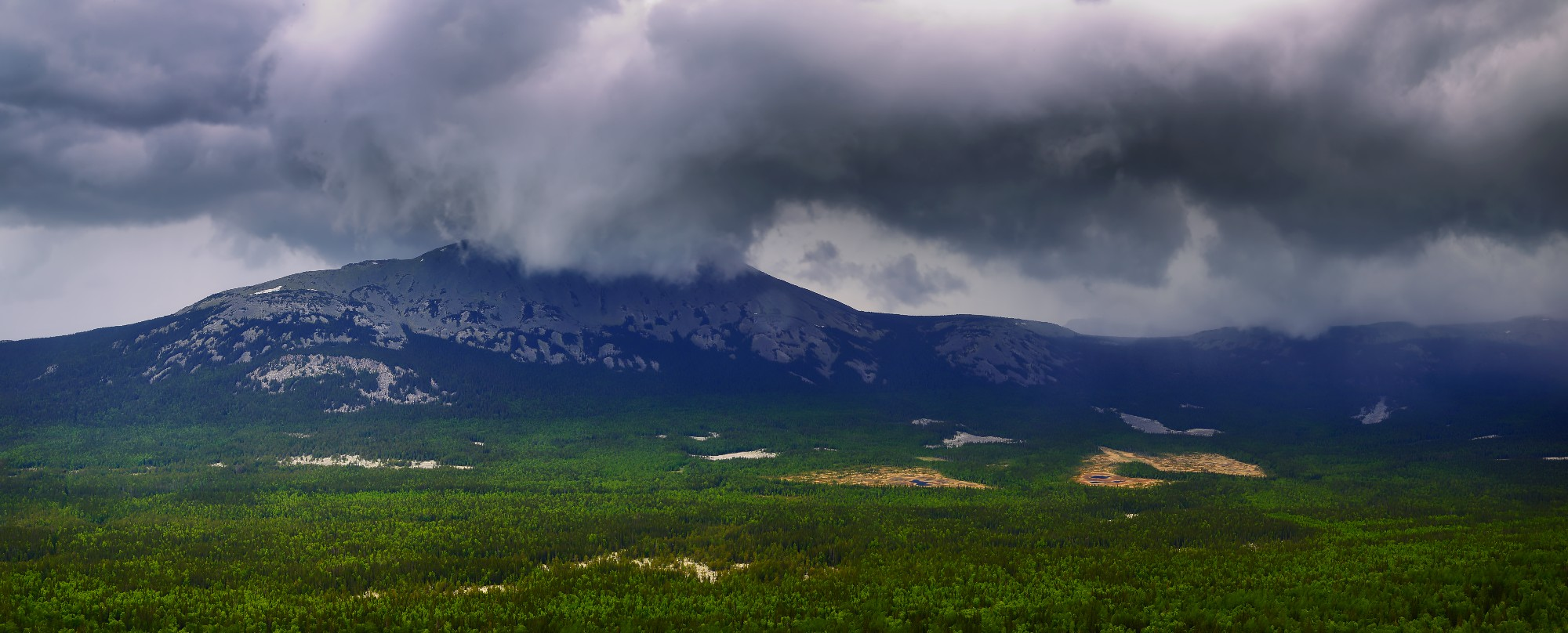
Bolsoj Iremel